# 鉄道神社 (福岡市)
鉄道神社（てつどうじんじゃ）は、福岡県福岡市博多区博多駅中央街に鎮座する神社である。JR博多駅の駅ビル「JR博多シティ」屋上の「つばめの杜ひろば」内に位置する。
祭神は博多区内の住吉神社から分霊している。
境内にはドイツの鉄道技術者で明治日本で鉄道技術の指導を行ったヘルマン・ルムシュッテルのレリーフがある。

ヘルマン・ルムシュッテルのレリーフ